# Ladies' Night in a Turkish Bath
Pour plus de détails, voir Fiche technique et Distribution.
 Ladies' Night in a Turkish Bath est un film américain réalisé par Edward F. Cline et sorti en 1928.

## Fiche technique
- Réalisation : Edward F. Cline
- Scénario : Henry McCarty, Gene Towne
- Producteurs : Edward Small, Charles R. Rogers d'après la pièce 	Ladies' Night de Charlton Andrews et Avery Hopwood[1]
- Photographie : Jack MacKenzie
- Montage : Edgar Adams
- Production : Asher-Small-Rogers
- Distributeur : First National Pictures
- Durée : 7 bobines
- Date de sortie : 1er avril 1928

## Distribution
- Dorothy Mackaill : Helen Slocum
- Jack Mulhall : « Speed » Dawson
- Sylvia Ashton : Ma Slocum
- James Finlayson : Pa Slocum
- Guinn « Big Boy » Williams : Sweeney
- Harvey Clark : M. Spivens
- Reed Howes : Edwin Leroy
- Ethel Wales : Mme. Spivens
- Fred Kelsey : le détective
- Andreva Nunée : un danseur (non crédité)
- Fred Toones